# Sheffield FC

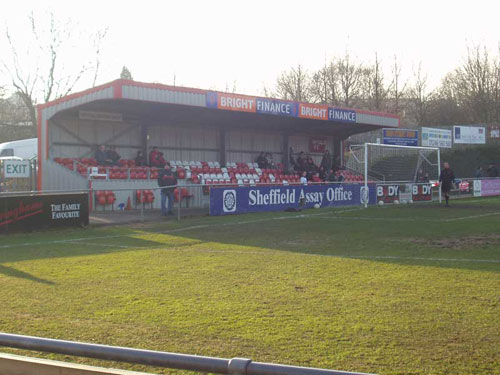
Stadion

Sheffield FC is een Engelse voetbalclub uit Sheffield. De club wordt door de FIFA erkend als oudste voetbalclub ter wereld.

## Geschiedenis
Op 24 oktober 1857 richtten Nathaniel Creswick en William Prest Sheffield FC op. Dit duo maakte ook de regels op hoe het spel gespeeld werd, de Sheffield rules. Voor de oprichting van de Football Association werd er overal met verschillende spelregels gespeeld. Pas in 1878 nam Sheffield de regels van de FA over.
Enkele van de regels in Sheffield was bijvoorbeeld dat er geen buitenspel was, spelers van de tegenpartij mochten geduwd worden en een speler die een bal afhandig kon maken kreeg een vrije trap. Australische voetbalregels die de volgende jaren tot stand kwamen leken veel op die van Sheffield.
In 1860 werd Hallam FC opgericht, een buur van Sheffield. In hetzelfde jaar (1861) speelde Sheffield voor het eerst tegen Hallam. Die wedstrijd staat bekend als de eerste voetbalderby. Tegen 1862 waren er 15 clubs in Sheffield die allen volgens de regels van Sheffield FC speelden. In 1863 werd de club lid van de FA.
De club begon aan kracht te verliezen bij de invoering van het professionalisme en verloor zwaar van Aston Villa, Nottingham Forest en Notts County.
Sheffield Club stelde aan de FA voor om ook een bekertoernooi te creëren dat enkel toegankelijk was voor amateurclubs, daar haalde de Club zijn eerste prijs binnen in 1904.
In 2004 kreeg de club de FIFA Order of Merit voor zijn bijdrage aan het voetbal. Real Madrid is de enige andere club op de wereld die deze prijs kreeg.
In 2013 richtte Sheffield FC de Club of Pioneers op, een wereldwijd netwerk van de oudste voetbalclubs per land, met de bedoeling de pioniers van het voetbal in elk land te verenigen en zo het erfgoed van 'the beautiful game' te bewaren voor de toekomst.

## Stadion
De club heeft in verschillende stadions gespeeld, in het begin speelde de club op Bramall Lane, de thuishaven van de cricketclub waar de club van afstamt. Maar nadat Sheffield op de achtergrond verdween werd het stadion ook te groot voor de club en werd later in beslag genomen door Sheffield United.
In de volgende eeuw was de club een nomade en speelde in verschillende stadions vooraleer het huidige stadion in bezit te nemen.

## Bekende (oud-)Spelers
- Ahmed Ali

## Erelijst
- FA Amateur Cup
  - Winnaar: 1904
- FA Vase
  - Finalist: 1977
- FIFA Order of Merit
  - 2004